# Police (okres Vsetín)
Police je obec v okrese Vsetín ve Zlínském kraji. Žije zde 604 obyvatel.

## Geografie
Obec Police leží v nadmořské výšce 415 metrů. Jižní část katastru zabíhá do svahů Hostýnských vrchů, kde je také nejvyšší bod – Hůrka (557 metrů). Policemi protéká říčka Loučka.

## Název
Jako jméno vsi s největší pravděpodobností slouží obecné police ve starším významu "otevřený a rovný, výše položený terén" (původní jméno tedy bylo v jednotném čísle). Odlišný původ jména by platil, pokud jeho množné číslo je původní. Mohl by pak (v nejstarší podobě Polici) buď označovat obyvatele bydlící na poli nebo by se mohlo jednat o jméno odvozené od osobního jména Pola a označovat lidi podléhající Polovi.

## Historie
První písemná zmínka o obci pochází z roku 1383. Obec patřila k panství Kelč olomouckého biskupství. Byl zde poplužní dvůr, kam poddaní chodili robotovat. Ve dvacátých a třicátých letech 17. století poddaní utíkali z gruntů a ty pustly. Nejvíc takových opuštěných gruntů z okolních obcí měly právě Police.
Část obce pojmenovaná Vrchovec (německy Hohendorf) byla samostatnou obcí, která vznikla kolem roku 1788 rozdělením pozemků a budov náležejících k panskému dvoru v Policích. V roce 1877 osada Vrchovec skoro celá vyhořela. V roce 1949 byl Vrchovec připojen k Policím.

## Obyvatelstvo
| Rok            | 1869 | 1880 | 1890 | 1900 | 1910 | 1921 | 1930 | 1950 | 1961 | 1970 | 1980 | 1991 | 2001 | 2011 | 2021 |
| -------------- | ---- | ---- | ---- | ---- | ---- | ---- | ---- | ---- | ---- | ---- | ---- | ---- | ---- | ---- | ---- |
| Počet obyvatel | 644  | 690  | 635  | 634  | 630  | 610  | 668  | 655  | 677  | 583  | 556  | 515  | 546  | 546  | 569  |
| Počet domů     | 112  | 119  | 125  | 126  | 122  | 122  | 120  | 141  | 140  | 145  | 151  | 175  | 183  | 190  | 207  |

## Obecní správa
Mezi lety 1850–1984 Police byla obcí v okrese Valašské Meziříčí (1869–1950) a později v okrese Vsetín. Od 1. ledna 1985 do 23. listopadu 1990 patřila jako část obce k Loučce a od 24. listopadu 1990 je opět samostatnou obcí.

### Obecní symboly
Znak a vlajka byly obci uděleny rozhodnutím předsedy Poslanecké sněmovny Parlamentu České republiky dne 27. května 2008.

## Spolky
V současné době v obci funguje kulturní spolek Klenot, který pořádá tradiční kulturní akce jako například kácení máje, vodění medvěda, dětský den, setkání seniorů apod. Dále je zde fotbalový, jezdecký a cyklistický oddíl TJ Police a SDH Police, PKM Bike Police, Myslivecký spolek Jasenec-Police a Ranč u Hromnice, z.s.

## Obec přátelská rodině 2019
V roce 2019 Police vyhrály v celostátní soutěži 1. místo a kromě ocenění „Obec přátelská rodině 2019“ v kategorii obcí do 1000 obyvatel získala obec odměnu ve výši 500 000 korun na prorodinná opatření. Uznání, ocenění i finanční šek přebrala Mgr. Karolína Holl, DiS. jako zpracovatel a garant projektu dne 25 června 2019 v Hrzánském paláci v Praze od ministryně práce a sociálních věcí Jany Maláčové.

## Obec přátelská seniorům 2020
V roce 2020 Police vyhrály v celostátní soutěži 1. místo a kromě ocenění „Obec přátelská seniorům 2020“ v kategorii obcí do 1000 obyvatel získala obec odměnu ve výši 500 000 korun na proseniorská opatření. Uznání, ocenění i finanční šek přebral starosta Karel Hlavica u dne 23. června 2020 v Lichtenštejnském paláci v Praze od ministryně práce a sociálních věcí Jany Maláčové.

## Pamětihodnosti
- Kaple Božského srdce Páně
- Kaple svaté Anny

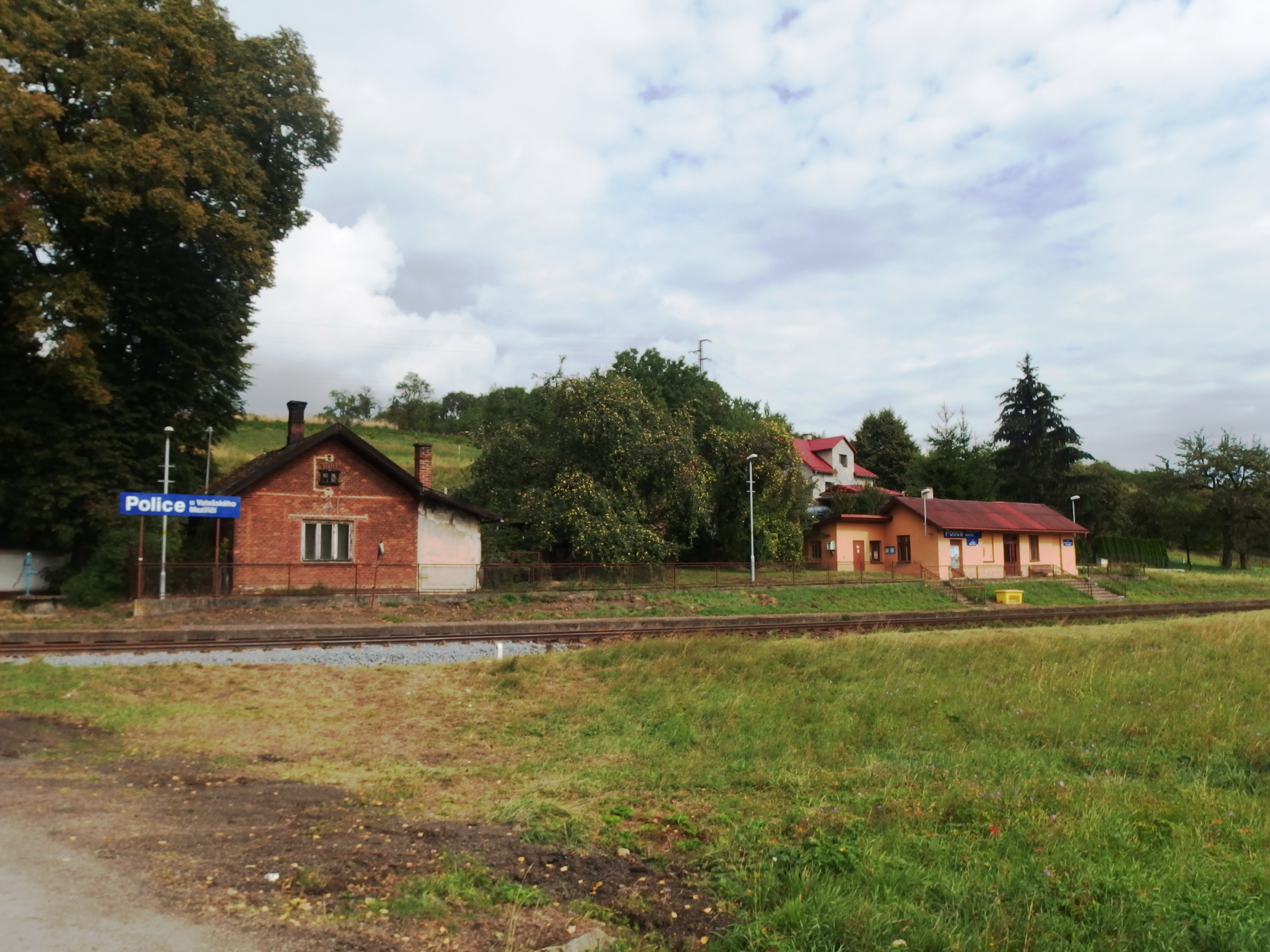
Železniční zastávka

- Památník odboje a obětem obou světových válek